# IC 4825
IC 4825 је спирална галаксија у сазвјежђу Паун која се налази на листи објеката дубоког неба у Индекс каталогу.
Деклинација објекта је - 72° 44' 56" а ректасцензија 19h 17m 15,7s. Привидна величина (магнитуда) објекта IC 4825 износи 14,8 а фотографска магнитуда 15,6. IC 4825 је још познат и под ознакама ESO 45-20, PGC 63014.